# Nicolò Sagredo

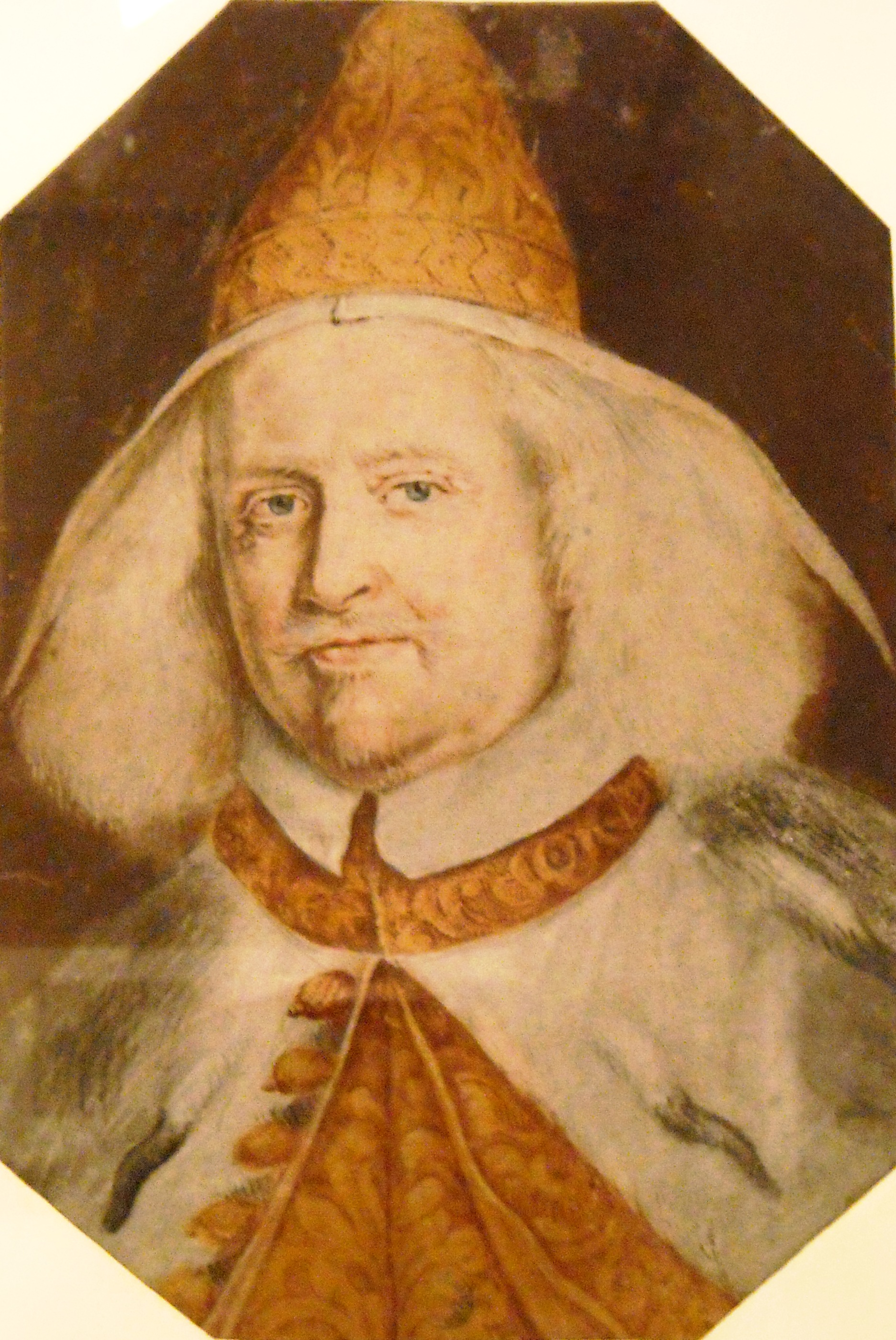
Nicolò Sagredo

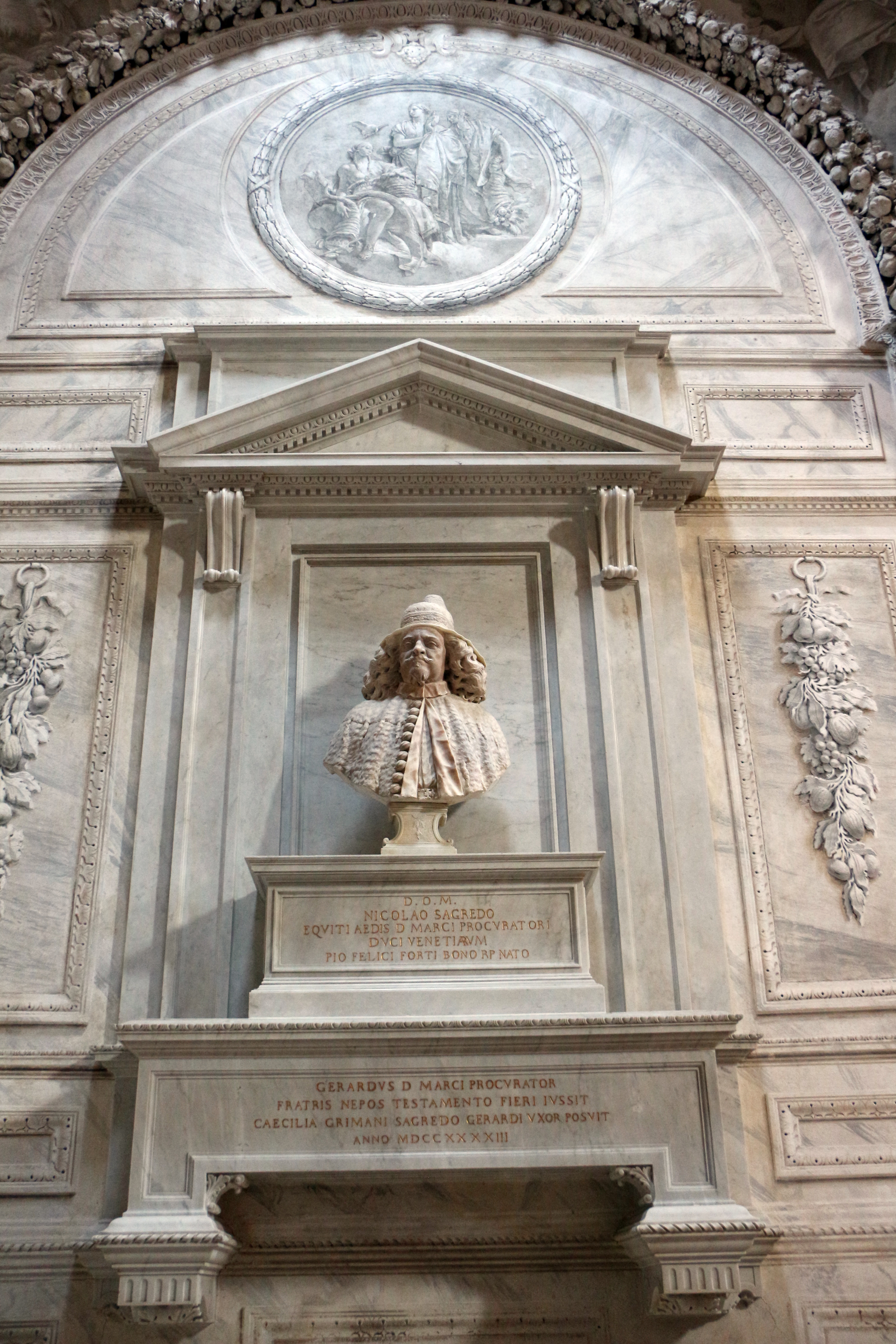
Graftombe in de San Francesco della Vigna, Venetië

Nicolò Sagredo (Venetië, 18 december 1606 – aldaar, 14 augustus 1676) was de 105e doge van de Republiek Venetië, van 6 februari 1675 tot zijn dood een jaar later.

## Levensloop
Sagredo werd geboren in het Palazzo Trevisan, de residentie van zijn ouders Zaccaria Sagredo en Paola Foscari. De familie Sagredo was een patriciërsfamilie die haar privilegies ontvangen had na de Oorlog van Chioggia (14e eeuw). De familie was nog steeds grootgrondbezitter aan de Dalmatische kust, een kuststreek die behoorde tot Venetië. Zijn vader was in ongenade gevallen door zijn laf gedrag tijdens de slag bij Valeggio (1630), een veldslag in de Mantuaanse Successieoorlog. Zaccaria Sagredo moest daarom een gevangenisstraf uitzitten en verloor zijn ambt van procurator van San Marco. Nicolò Sagredo en zijn broers deden er alles aan om hun loyauteit aan Venetië te bewijzen. Een broer ging vechten tegen de Ottomanen op Kreta, een Venetiaans eiland; een andere broer ging in de cavalerie en vechten in Noord-Italië. Sagredo ging in diplomatieke dienst voor de Republiek Venetië. Zo deed hij diplomatieke ervaringen op in Frankrijk, Spanje en het Heilige Roomse Rijk. 
In 1650 benoemde de Senaat van Venetië hem tot ambassadeur in Rome, hoofdstad van de Pauselijke Staat. Sagredo was in Rome van 1651 tot 1655, aan het hof van paus Innocentius X. Hier zocht hij steun voor de oorlog tegen de Ottomanen; het ging om de lopende Kretenzische oorlog (1645-1669), ook wel de zesde Ottomaans-Venetiaanse oorlog genoemd. Venetië had het immers moeilijk om bondgenoten te vinden. In Rome kwam Sagredo in contact met Italiaanse meesters. Hij liet herstellingen uitvoeren aan de San Marcobasiliek in Rome; een portret van ambassadeur Sagredo werd nog in de sacristie bewaard tot in de 19e eeuw. Hij startte ook een kunstcollectie.
Terug in Venetië ontving Sagredo de benoeming tot procurator van San Marco (1655), het ambt dat zijn vader ooit bekleedde. Hij zetelde ook in het universiteitsbestuur van Padua. Sagredo was de eerste van zijn familie die een paleis kocht aan het Canal Grande. Hij kocht het stadspaleis van de familie Morosini en vulde het met zijn kunstverzameling.
Koning Filips IV van Spanje schonk Sagredo de titel van ridder omwille van zijn verdiensten op de Venetiaanse ambassade in Madrid.
Op de leeftijd van 69 jaar werd Sagredo verkozen tot doge (1675). Hij trof staatsfinanciën aan die beperkt waren na de verloren Kretenzische oorlog. Niettemin besteedde hij fondsen voor de verfraaiing van het dogepaleis en voor het plaveien van de grote straten in de stad. Dit laatste was nodig omwille van beginnend (adellijk) toerisme voor het carnaval. Hij stierf onverwacht een jaar later (1676). Het overlijden gaf aanleiding tot geruchten in de hoofdstad; een autopsie werd uitgevoerd. Als doodsoorzaak werd een navelbreuk vastgesteld, iets dat Sagredo al lang pijn berokkende.
Zijn graftombe staat in de San Francesco della Vigna, een franciscanerkerk in Venetië.